# AaaaaAAaaaAAAaaAAAAaAAAAA!!! – A Reckless Disregard for Gravity
《AaaaaAAaaaAAAaaAAAAaAAAAA!!! – A Reckless Disregard for Gravity》(Aaaaa!라고 줄여쓴다.)는 Dejobaan Games에서 2009년 9월 3일 윈도우 및 iOS 용으로 출시된 시뮬레이션 비디오 게임이다. 플레이어는 가상으로 표현된 메사추세츠에서 높은 건물 위에서 베이스 점프(BASE jump)를 하며 가능한 높은 점수를 얻어야 한다.

## 게임 방법
게임에서 플레이어는 고층빌딩의 꼭대기에서 아래로 BASE 점프를 한다. 게임 화면은 3인칭 시점으로 나타난다. 플레이어는 내려가는 도중 날아다니는 물체들과 갖가지 색의 유리판을 통해서 점수를 얻을 수 있고 드롭 존(drop zone)에 낙하산을 이용하여 착지하기 때문에 뼈가 부러질 일이 없다. 또한, 플레이어는 건물이나 공중에 떠있는 장애물들을 스쳐 지나감으로써 키스(“kisses”)를 얻고, 공중에 떠있는 장애물에 얼마나 근접했는지에 따라서 허그(“hugs”)를 얻는다. 플레이어는 건물에 그림을 그리거나, 팬들에게 엄지를 치켜세우거나, 항의하는 이들에게 무례한 동작을 취해서 스레딩 더 니들(“threading the needle”)이라는 보너스 점수를 얻을 수 있다. 날아다니는 새들과 부딪히는 것으로도 점수를 얻을 수 있다. 허그(Hugs)와 키스(Kisses)가 점수를 얻는 가장 기본적인 방법이다. 각 레벨마다 구조, 장애물, 물체들이 다르다. 어떠한 레벨들에는 산의 경사면, 떠다니거나 움직이는 건물, 새들, 추상화 같은 요소들이 있다.
매번 얼마나 좋은 점프를 보여주었느냐에 따라서 등급이 매겨지게 되고, 특정 지표의 최고 기록을 갱신했을 때 티스(“teeth”)라는 것을 받게 된다. 티스(“Teeth”)를 이용해서 새로운 레벨을 즐길 수 있고, 아이템 (속도를 줄이기 위한 에스프레소-“espresso”, 건물에 그림을 그리기 위한 그래피티-“graffiti”, 엄지손가락을 치켜세우거나 V 표시를 할 수 있게 해주는 글러브-“gloves” 등등…)을 구입하거나, 플레이어는 방해하는 요소를 사용할 수 있다. 높은 점수를 얻으면 온라인 리더보드에 순위 등록을 할 수 있다. 개발자들은 이 게임을 베이스 점핑(BASE jumping)의 윙스위트(wingsuit)에서 영감을 받아 만들었다고 한다.

## 평가
이 게임은 대체적으로 호평을 받았으며 메타크리틱(Metacritic)에서 100점 만점에 81점을 받았다.